# Eleições legislativas de Israel em 1992
As eleições legislativas de 1992 em Israel foram realizadas em 23 de junho daquele ano para eleger os 120 membros da 13ª legislatura do Knesset.
Esse pleito ocorreu em um contexto político incluía eventos importantes, como a Conferência de Madri em 1991, que abriu caminho para negociações de paz entre Israel e seus vizinhos árabes. Além disso, o país estava lidando com a onda de imigração de judeus vindos da União Soviética. As eleições foram antecipadas em relação à data originalmente prevista devido a um acordo entre o primeiro-ministro Yitzhak Shamir, do partido de direita Likud, e a oposição liderada pelo Partido Trabalhista, agrupamento de centro-esquerda sob liderança de Yitzhak Rabin, por causa da saída de dois pequenos partidos de extrema-direita da coalizão de governo, em protesto contra os planos de conceder autonomia à população palestina nos territórios ocupados por Israel.
O Partido Trabalhista emergiu como o grande vencedor, obtendo 906 810 votos e 44 assentos na Knesset, tornando-se o maior partido individual naquele momento. O Likud conquistou 651 229 votos e 32 assentos.

Após as eleições, Rabin formou um governo de coalizão, assegurando uma aliança com o partido de esquerda Meretz e dois partidos árabes de esquerda menores, alcançando um total geral de 61 assentos na Knesset, um a mais do que o necessário, e assumindo o poder após 15 anos de domínio do Likud. Este governo foi formado com o compromisso de avançar nas negociações de paz no Oriente Médio, incluindo a implementação da autonomia palestina e a assinatura dos Acordos de Oslo.